# Natació al Campionat del Món de natació de 2009 – 200 metres lliure femení
La prova de 200 metres lliure femení al Campionat del Món de natació de 2009 es va disputar el 28 i 29 de juliol a Roma, Itàlia.

## Rècords
| Rècord del Món (RM)       | Rècord del Món (RM) | Rècord del Món (RM)  | Rècord del Món (RM) |
| ------------------------- | ------------------- | -------------------- | ------------------- |
| 1:54,47                   | Federica Pellegrini | Riccione, Itàlia     | 8 de març de 2009   |
| Rècord del Campionat (RC) |                     |                      |                     |
| 1:55,52                   | Laure Manaudou      | Melbourne, Austràlia | 28 de març de 2007  |

## Resultats

### Semifinals
| Pos. | Nom                 | País            | Temps   | Sèrie | Carrer | Notes |
| ---- | ------------------- | --------------- | ------- | ----- | ------ | ----- |
| 1    | Federica Pellegrini | Itàlia          | 1:53,67 | 1     | 3      | RM    |
| 2    | Dana Vollmer        | Estats Units    | 1:55,29 | 2     | 4      | AM    |
| 3    | Joanne Jackson      | Anglaterra      | 1:55,54 | 2     | 5      | RN    |
| 4    | Allison Schmitt     | Estats Units    | 1:56,11 | 1     | 4      |       |
| 5    | Yang Yu             | R.P. de la Xina | 1:56,19 | 1     | 7      |       |
| 6    | Ágnes Mutina        | Hongria         | 1:56,47 | 1     | 5      | RN    |
| 7    | Evelyn Verrasztó    | Hongria         | 1:56,51 | 1     | 2      |       |
| 8    | Pang Jiaying        | R.P. de la Xina | 1:56,58 | 2     | 1      |       |
| 9    | Caitlin McClatchey  | Escòcia         | 1:56,62 | 2     | 2      |       |
| 10   | Coralie Balmy       | França          | 1:56,79 | 2     | 6      |       |
| 11   | Femke Heemskerk     | Països Baixos   | 1:56,86 | 2     | 7      |       |
| 12   | Inge Dekker         | Països Baixos   | 1:57,00 | 1     | 6      |       |
| 13   | Sara Isakovič       | Eslovènia       | 1:57,04 | 2     | 3      |       |
| 14   | Ellen Fullerton     | Austràlia       | 1:57,43 | 2     | 8      |       |
| 15   | Elena Sokolova      | Rússia          | 1:57,96 | 1     | 8      | RN    |
| 16   | Stephanie Rice      | Austràlia       | 1:58,33 | 1     | 1      |       |

### Final
| Pos. | Carrer | Nom                 | País            | Temps   | Notes |
| ---- | ------ | ------------------- | --------------- | ------- | ----- |
| 1    | 4      | Federica Pellegrini | Itàlia          | 1:52,98 | RM    |
| 2    | 6      | Allison Schmitt     | Estats Units    | 1:54,96 | AM    |
| 3    | 5      | Dana Vollmer        | Estats Units    | 1:55,64 |       |
| 4    | 3      | Joanne Jackson      | Anglaterra      | 1:55,88 |       |
| 5    | 2      | Yang Yu             | R.P. de la Xina | 1:56,28 |       |
| 6    | 8      | Pang Jiaying        | R.P. de la Xina | 1:56,47 |       |
| 7    | 7      | Ágnes Mutina        | Hongria         | 1:56,70 |       |
| 8    | 1      | Evelyn Verrasztó    | Hongria         | 1:57,50 |       |